# Parathesis gracilis
Parathesis gracilis är en viveväxtart som beskrevs av Cyrus Longworth Lundell. Parathesis gracilis ingår i släktet Parathesis och familjen viveväxter. Inga underarter finns listade i Catalogue of Life.